# 涅韦尔斯克

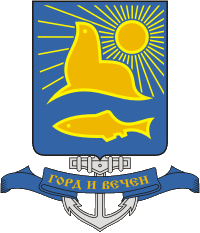
涅韦尔斯克市市章

涅韦尔斯克（俄语：Невельск）是俄罗斯萨哈林州的一个港口城市。位于库页岛西南海岸。人口18,639人（2002年俄罗斯人口普查）。曾被日本统治，在日本统治期间名为本斗。
2007年的库页岛地震，造成当地有2000余人无家可归。